# Władysław Gurbiel
Władysław Gurbiel (ur. 2 kwietnia 1888 w Krakowie, zm. 10 czerwca 1960 tamże) – major kawalerii Wojska Polskiego.

## Życiorys
Urodził się 2 kwietnia 1888 w Krakowie. 
16 sierpnia 1914 jako urzędnik bankowy wstąpił do Legionów Polskich. Służył w Szpitalu Koni LP i 6 Pułku Piechoty. 6 kwietnia 1917 został wymieniony jako uprawniony do odznaczenia Krzyżem Wojskowym Karola. W lipcu 1917, po kryzysie przysięgowym, wstąpił do Polskiego Korpusu Posiłkowego i został przydzielony do 2 Pułku Ułanów. W lutym 1918, po bitwie pod Rarańczą, został internowany w Synowódzku .
18 marca 1919 jako podoficer byłych Legionów Polskich, pełniący służbę w 2 Pułku Szwoleżerów, został mianowany z dniem 1 marca 1919 podporucznikiem kawalerii. 7 maja 1919 został przeniesiony do 6 Pułku Ułanów. 15 września 1919 został przydzielony do Głównego Kwatermistrzostwa Naczelnego Dowództwa Wojska Polskiego. 
Po zakończeniu działań wojennych kontynuował służbę w 6 puł. w Stanisławowie. 3 maja 1922 został zweryfikowany w stopniu rotmistrza ze starszeństwem z 1 czerwca 1919 i 180. lokatą w korpusie oficerów jazdy (od 1924 – kawalerii), a 27 stycznia 1930 mianowany majorem ze starszeństwem z 1 stycznia 1930 i 4. lokatą w korpusie oficerów kawalerii. W marcu tego roku został wyznaczony w macierzystym pułku na stanowisko kwatermistrza. W marcu 1934 został zwolniony z zajmowanego stanowiska i oddany do dyspozycji dowódcy Okręgu Korpusu Nr VI, a z dniem 30 czerwca tego roku przeniesiony w stan spoczynku.
Zmarł 10 czerwca 1960 w Krakowie. Został pochowany w grobie rodzinnym na Cmentarzu Salwatorskim (sektor SC4-1-14).

## Ordery i odznaczenia
- Krzyż Niepodległości (4 lutego 1932)[16]
- Krzyż Walecznych (dwukrotnie)[17]
- Srebrny Krzyż Zasługi (10 listopada 1928)[18][17]